# سیارک ۸۰۳۹
سیارک ۸۰۳۹ (به انگلیسی: 8039 Grandprism، نامگذاری:1993RB16) هشت هزار و سی و نهمین سیارک کشف شده‌است که در ۱۵ سپتامبر ۱۹۹۳ کشف شد.
قدر مطلق سیارک برابر ۱۱.۲ است.